# Георгиевский переулок
Гео́ргиевский переу́лок — переулок в Центральном административном округе Москвы. Проходит от Тверской улицы до Большой Дмитровки, лежит между улицей Охотный Ряд и Камергерским переулком параллельно им. Нумерация домов ведётся от Тверской.

## Происхождение названия
Название переулка происходит от Георгиевского женского монастыря, располагавшегося на месте современной школы № 179. После разграбления монастыря французами в 1812 году, Георгиевский монастырь был упразднен, однако оставшиеся от него Георгиевскую и Казанскую церкви москвичи по-старому называли монастырём. В 1934 году обе церкви были разрушены.

## Примечательные здания и сооружения

### По нечётной стороне
- № 1 — городская усадьба Н. П. Маттейсена (1870-е; 1891, архитектор И. Т. Владимиров; 1864; 1884, архитектор А. Н. Кнабе; 1908, архитектор М. А. Фолькнер). В конце XIX — начале XX века дом принадлежал потомственному почётному гражданину г. Москвы Н. О. Сушкину.

№ 1, стр. 2 — здание 1871 года, надстроенное в 1880-е годы и реконструированное в 1960—1970-х годах под административное здание; снесено в сентябре 2020 года;
№ 1, стр. 3 — здание 1880-х годов, надстроенное в 1891 году и реконструированное в 1960—1970-х годах под административное здание.
18 мая 2015 года власти одобрили строительство многофункционального комплекса с регенерацией окружающей застройки на участке Георгиевский переулок 1, стр. 1, 2, 3 — Камергерский переулок 4, стр. 1, 3 (заказчик — ЗАО «Ингеоцентр»).
- № 3 — Новый Манеж

### По чётной стороне
- № 2 — Новый корпус комплекса зданий Государственной Думы Российской Федерации. Здание построено в 1967 году по проекту, выполненному в мастерской № 11 «Моспроекта-2» (архитектор Л. Н. Павлов). Первоначально в шестнадцатиэтажном здании размещался Госплан СССР[2][3].
- № 4,  памятник архитектуры (федеральный)  — Палаты Троекуровых. В середине XVII в. выстроены для бояр Троекуровых на более древнем (XVI в.) белокаменном подклете, в котором размещались хозяйственные и конторские помещения. Второй этаж предназначался для жилья, а третий, первоначально деревянный, был парадным. После пожара 1680 года он был в 1691—96 гг. заменён каменным. Здание, размещённое «глаголем», имело в северо-восточном углу наружные лестницы и крытую деревянную галерею на каменных столбах, над которой на уровне третьего этажа размещался балкон (галерея перестроена в XX веве). При сохранении многих традиционных черт архитектуру палат Троекуровых отличают большая регулярность плана и членений, компактная и рациональная организация объёмов. В интерьерах большие сводчатые помещения соединены в анфилады, во втором этаже использованы своды со сложной системой распалубок, воспринимающейся как часть декоративного убранства. В первом и втором этажах на фасадах сохранились профилированные междуэтажные тяги и пластичные килевидные наличники из тёсаного кирпича. В третьем этаже на южном и западном фасадах помещены пышные белокаменные наличники в стиле московского барокко. В течение 1964—1980 гг. в помещении находился Государственный центральный музей музыкальной культуры им. М. И. Глинки.

## Транспорт
Движение по переулку — одностороннее, со стороны ул. Большая Дмитровка в сторону ул. Тверской. Для въезда в переулок необходимо наличие специального пропуска.
Ближайшая станция метро — «Охотный Ряд», находится в 150 м от переулка.

## Переулок в произведениях литературы и искусства
- В романе Уильяма Гибсона «Распознавание образов» в доме по Георгиевскому переулку расположен сквот, где работает автор находящихся в центре сюжета таинственных видеофрагментов.